# Trate
Trate – wieś w Słowenii, w gminie Šentilj. W 2018 roku liczyła 264 mieszkańców.